# 네덜란드의 로마 가톨릭교회
이 문서는 네덜란드의 로마 가톨릭교회 문서이다. 최근 수십 년간 세속화 등의 영향으로 신자 수가 두드러지게 감소하긴 했지만, 오늘날에도 여전히 가톨릭교회는 네덜란드 내에서 가장 큰 종교 단체이다. 한때 네덜란드는 프로테스탄트 국가로 알려지기도 했지만, 2007년도부터 네덜란드의 프로테스탄트 인구는 겨우 16.8%에 그쳤으며, 이것은 같은 시기에 26%를 기록한 가톨릭 인구보다 현저하게 적은 숫자이다. 네덜란드에는 약 4,267,000명(2008년 12월 31일 기준)의 가톨릭 신자가 있는데, 1970년대에는 전체 인구의 40% 이상이었으나 이제는 25.9%밖에 되지 않는다.

## 역사
네덜란드의 가톨릭 신자 대다수는 20세기의 종교개혁 이후 남부 지역에 한정해서 거주하였는데, 오늘날에도 아직 네덜란드 남부 지역에 가톨릭 신자가 인구의 과반수 내지는 절반을 차지하고 있다.
역사적으로 네덜란드에서 가톨릭 신자들은 오랫동안 2급 시민으로 취급되었다. 반면에 가톨릭 신자가 대다수인 네덜란드 남부 지역에서는 프로테스탄트교도들이 2급 시민으로 취급되었다.
네덜란드 공화국이 들어선 1580년대에 가톨릭교회를 국법으로 금지한 이후, 네덜란드는 신앙교리성에 의해 선교 지역(일명 네덜란드 선교)으로 지명되었다. 네덜란드의 가톨릭 교계제도는 1853년 이후에야 회복되었다.
19세기 말엽부터 가톨릭교회는 학교와 텔레비전 및 라디오 방송(네덜란드 가톨릭 방송국), 병원, 각종 사회단체는 물론 정치 정당(가톨릭 국민당)에 이르기까지 네덜란드 사회 전반에 걸쳐 강력한 중심 세력으로 성장하였다. 가톨릭교회는 역시 국가로부터 차별받고 있다고 느끼던 프로테스탄트교도들과도 손을 잡았다. 이러한 지주화와 연합은 가톨릭교회를 네덜란드 사회로부터 배척받는 상황에서 벗어나는데 중요한 역할을 했다. 1860년부터 1960년까지의 기간은 네덜란드 가톨릭교회가 가장 최고로 흥성하였던 시기였다. 그래서 이 시기를 ‘풍요로운 로마적 삶(Het Rijke Roomse leven)’이라고 일컫는다. 이 기간 동안 네덜란드에서 가톨릭교도 숫자는 대략 프로테스탄트교도에 버금갈 정도로 성장하였다. 이는 북아일랜드와 스위스 및 독일과 같은 수준이었다.
1980년에서 1990년 사이에 네덜란드 가톨릭교회 내에서는 5월 8일 운동을 계기로 보수주의자들과 자유주의자들로 세력이 양분되어 분열되기도 하였다. 이로 인하여 주교들 사이의 관계는 급속도로 냉각되었다. 이러한 혼란은 2003년에 이르러서야 가까스로 진정되었다.

## 교구

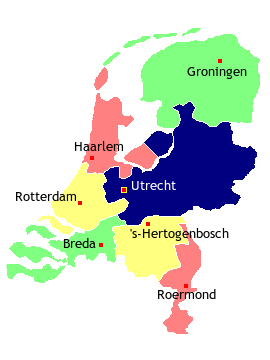
네덜란드의 가톨릭 교구 지도

### 네덜란드 관구
- 위트레흐트 대교구
  - 브레다 교구
  - 레이와르던-호로닝언 교구
  - 하를렘-암스테르담 교구
  - 루르몬트 교구
  - 로테르담 교구
  - 스헤르토겐보스 교구
  - 네덜란드 가톨릭 군종교구